# برنامه‌نویسی پویای دیفرانسیلی
برنامه‌نویسی پویای دیفرانسیلی (DDP)، یک الگوریتم کنترلی بهینه از رده بهینه سازی مسیر است. این الگوریتم در سال (۱۹۹۶) توسط ماینی Mayne معرفی شد و بعدها در کتاب جاکوبسون (Jacobson )و ماینی مورد تحلیل قرارگرفت. این الگوریتم از مدل‌های با مرتبه دوی توابع هزینه و حرکت بهره می برد و همگرایی از نوع درجه دومquadratic convergence را به نمایش می گذارد. این رویکرد خیلی نزدیک به روش نیوتون(Newton) قدم به قدم که متعلق به پانتوجا(Pantoja) هست می‌باشد .

## مسائل زمان گسسته با کران محدود
مکانیک حرکت:

| {\displaystyle \mathbf {x} _{i+1}=\mathbf {f} (\mathbf {x} _{i},\mathbf {u} _{i})} | \| \| \| \| \| \| \| \| | (1) |
|                                                                                    |                         |     |
|                                                                                    |                         |     |
این فرمول تغییرات  {\displaystyle \textstyle \mathbf {x} }را به صورت تابعی از متغیرکنترلی {\displaystyle \mathbf {u} }از زمان {\displaystyle i}تا {\displaystyle i+1} نشان می‌دهد. هزینه کل {\displaystyle J_{0}} یعنی   مجموع هزینه‌های اجرا  {\displaystyle \textstyle \ell }و هزینه نهایی {\displaystyle \ell _{f}}است که وقتی محقق می‌شود که با شروع از وضعیت {\displaystyle \mathbf {x} }و اعمال دنباله کنترلی  {\displaystyle \mathbf {U} \equiv \{\mathbf {u} _{0},\mathbf {u} _{1}\dots ,\mathbf {u} _{N-1}\}}  به کران مورد نظر برسیم:
{\displaystyle J_{0}(\mathbf {x} ,\mathbf {U} )=\sum _{i=0}^{N-1}\ell (\mathbf {x} _{i},\mathbf {u} _{i})+\ell _{f}(\mathbf {x} _{N}),}
در اینجا {\displaystyle \mathbf {x} _{0}\equiv \mathbf {x} }است و{\displaystyle \mathbf {x} _{i}} برای {\displaystyle i>0} از معادله Eq. 1 بدست می آید. راه حل مسئله کنترل بهینه، مینیمم کردن دنباله کنترلی  {\displaystyle \mathbf {U} ^{*}(\mathbf {x} )\equiv \operatorname {argmin} _{\mathbf {U} }J_{0}(\mathbf {x} ,\mathbf {U} ).} است. بهینه سازی مسیر یعنی پیدا کردن{\displaystyle \mathbf {U} ^{*}(\mathbf {x} )}برای یک {\displaystyle \mathbf {x} }خاص به جای تمامی وضعیت‌های اولیهٔ ممکن.

## برنامه نویسی پویا
فرض کنید که{\displaystyle \mathbf {U} _{i}}یک دنباله کنترل جزئی{\displaystyle \mathbf {U} _{i}\equiv \{\mathbf {u} _{i},\mathbf {u} _{i+1}\dots ,\mathbf {u} _{N-1}\}} باشد :   و هزینه رفتن به   {\displaystyle J_{i}}به صورت مجموع جزئی هزینه هااز{\displaystyle i} به {\displaystyle N}تعریف شود:
{\displaystyle J_{i}(\mathbf {x} ,\mathbf {U} _{i})=\sum _{j=i}^{N-1}\ell (\mathbf {x} _{j},\mathbf {u} _{j})+\ell _{f}(\mathbf {x} _{N}).}
هزینه بهینهٔ رفتن یا تابع ارزش در زمان {\displaystyle i}، هزینه رفتنی است که دنباله کنترلی مینیمم را می‌دهد:
{\displaystyle V(\mathbf {x} ,i)\equiv \min _{\mathbf {U} _{i}}J_{i}(\mathbf {x} ,\mathbf {U} _{i}).} با قراردادن {\displaystyle V(\mathbf {x} ,N)\equiv \ell _{f}(\mathbf {x} _{N})}، اصل برنامه نویسی پویاdynamic programming principle، مینیمم سازی را به جای انجام آن در کل دنباله کنترل¬ها به دنباله¬ای از مینیمم سازی ها روی تنها یک کنترل محدود می کند، که روند پیشرفت آن نسبت به زمان، روبه عقب است:

| {\displaystyle V(\mathbf {x} ,i)=\min _{\mathbf {u} }[\ell (\mathbf {x} ,\mathbf {u} )+V(\mathbf {f} (\mathbf {x} ,\mathbf {u} ),i+1)].} | \| \| \| \| \| \| \| \| | (2) |
| |                         |     |
| |                         |     |
این معادله بلمن(Bellman) معادله بلمناست.

## برنامه نویسی پویای دیفرانسیلی
DDP، از طریق انجام تکراری یک پاس روبه عقب روی مسیری جزئی انجام می‌شود تا دنباله کنترلی جدید تولید کند و سپس یک پاس رو به جلو برای محاسبه و ارزیابی یک مسیر جزئی جدید انجام می‌شود. ما با پاس رو به عقب شروع می کنیم. اگر
{\displaystyle \ell (\mathbf {x} ,\mathbf {u} )+V(\mathbf {f} (\mathbf {x} ,\mathbf {u} ),i+1)}
آرگومانی از عملگر {\displaystyle \min[]} در معادله Eq. 2باشد، {\displaystyle Q}را تغییرات این کمیت درمحدوده {\displaystyle i}امین جفت {\displaystyle (\mathbf {x} ,\mathbf {u} )} در نظر می گیریم:
{\displaystyle {\begin{aligned}Q(\delta \mathbf {x} ,\delta \mathbf {u} )\equiv &\ell (\mathbf {x} +\delta \mathbf {x} ,\mathbf {u} +\delta \mathbf {u} )&&{}+V(\mathbf {f} (\mathbf {x} +\delta \mathbf {x} ,\mathbf {u} +\delta \mathbf {u} ),i+1)\\-&\ell (\mathbf {x} ,\mathbf {u} )&&{}-V(\mathbf {f} (\mathbf {x} ,\mathbf {u} ),i+1)\end{aligned}}}
و آن را به مرتبه 2 بسط می دهیم.

| {\displaystyle \approx {\frac {1}{2}}{\begin{bmatrix}1\\\delta \mathbf {x} \\\delta \mathbf {u} \end{bmatrix}}^{\mathsf {T}}{\begin{bmatrix}0&Q_{\mathbf {x} }^{\mathsf {T}}&Q_{\mathbf {u} }^{\mathsf {T}}\\Q_{\mathbf {x} }&Q_{\mathbf {x} \mathbf {x} }&Q_{\mathbf {x} \mathbf {u} }\\Q_{\mathbf {u} }&Q_{\mathbf {u} \mathbf {x} }&Q_{\mathbf {u} \mathbf {u} }\end{bmatrix}}{\begin{bmatrix}1\\\delta \mathbf {x} \\\delta \mathbf {u} \end{bmatrix}}} | \| \| \| \| \| \| \| \| | (3) |
| |                         |     |
| |                         |     |
زیرنویس {\displaystyle Q} در اینجا نوع دیگر از زیرنویسی موریموتو(Morimoto) است که زیرنویس‌ها تفاوت در چیدمان مشتق را نشان می دهند.
 با رها کردن اندیس {\displaystyle i} جهت خوانایی، علامت پرایم گام زمانی بعدی را نشان می‌دهد {\displaystyle V'\equiv V(i+1)} ، ضرایب بسط داده شده به صورت زیر هستند:
{\displaystyle {\begin{alignedat}{2}Q_{\mathbf {x} }&=\ell _{\mathbf {x} }+\mathbf {f} _{\mathbf {x} }^{\mathsf {T}}V'_{\mathbf {x} }\\Q_{\mathbf {u} }&=\ell _{\mathbf {u} }+\mathbf {f} _{\mathbf {u} }^{\mathsf {T}}V'_{\mathbf {x} }\\Q_{\mathbf {x} \mathbf {x} }&=\ell _{\mathbf {x} \mathbf {x} }+\mathbf {f} _{\mathbf {x} }^{\mathsf {T}}V'_{\mathbf {x} \mathbf {x} }\mathbf {f} _{\mathbf {x} }+V_{\mathbf {x} }'\cdot \mathbf {f} _{\mathbf {x} \mathbf {x} }\\Q_{\mathbf {u} \mathbf {u} }&=\ell _{\mathbf {u} \mathbf {u} }+\mathbf {f} _{\mathbf {u} }^{\mathsf {T}}V'_{\mathbf {x} \mathbf {x} }\mathbf {f} _{\mathbf {u} }+{V'_{\mathbf {x} }}\cdot \mathbf {f} _{\mathbf {u} \mathbf {u} }\\Q_{\mathbf {u} \mathbf {x} }&=\ell _{\mathbf {u} \mathbf {x} }+\mathbf {f} _{\mathbf {u} }^{\mathsf {T}}V'_{\mathbf {x} \mathbf {x} }\mathbf {f} _{\mathbf {x} }+{V'_{\mathbf {x} }}\cdot \mathbf {f} _{\mathbf {u} \mathbf {x} }.\end{alignedat}}}
جملات آخر در سه معادله آخر ادغانم یک بردار را با یک تانسور نشان می دهند. با کمینه کردن تخمین درجه دوم (3) برحسب    {\displaystyle \delta \mathbf {u} }داریم:

| {\displaystyle {\delta \mathbf {u} }^{*}=\operatorname {argmin} \limits _{\delta \mathbf {u} }Q(\delta \mathbf {x} ,\delta \mathbf {u} )=-Q_{\mathbf {u} \mathbf {u} }^{-1}(Q_{\mathbf {u} }+Q_{\mathbf {u} \mathbf {x} }\delta \mathbf {x} ),} | \| \| \| \| \| \| \| \| | (4) |
| |                         |     |
| |                         |     |
با دادن جمله حلقه باز {\displaystyle \mathbf {k} =-Q_{\mathbf {u} \mathbf {u} }^{-1}Q_{\mathbf {u} }} و  جمله بازخورد {\displaystyle \mathbf {K} =-Q_{\mathbf {u} \mathbf {u} }^{-1}Q_{\mathbf {u} \mathbf {x} }}  و قرار دادن نتیجه در (3) اکنون ما مدل درجه دوم ارزش در زمان  {\displaystyle i} را داریم:
{\displaystyle {\begin{alignedat}{2}\Delta V(i)&=&{}-{\tfrac {1}{2}}Q_{\mathbf {u} }Q_{\mathbf {u} \mathbf {u} }^{-1}Q_{\mathbf {u} }\\V_{\mathbf {x} }(i)&=Q_{\mathbf {x} }&{}-Q_{\mathbf {u} }Q_{\mathbf {u} \mathbf {u} }^{-1}Q_{\mathbf {u} \mathbf {x} }\\V_{\mathbf {x} \mathbf {x} }(i)&=Q_{\mathbf {x} \mathbf {x} }&{}-Q_{\mathbf {x} \mathbf {u} }Q_{\mathbf {u} \mathbf {u} }^{-1}Q_{\mathbf {u} \mathbf {x} }.\end{alignedat}}}
با محاسبه بازگشتی مدل‌های درجه دوم محلی از {\displaystyle V(i)}و اصلاحات کنترلی {\displaystyle \{\mathbf {k} (i),\mathbf {K} (i)\}} ، از {\displaystyle i=N-1}تا {\displaystyle i=1} گذر رو به عقب را تشکیل می‌شود. همانند بالا، ارزش با  {\displaystyle V(\mathbf {x} ,N)\equiv \ell _{f}(\mathbf {x} _{N})} مقداردهی اولیه می‌شود. هر وقت گذر روبه عقب کامل شد، گذر روبه جلو یک مسیر جدیدی را محاسبه می نماید:
{\displaystyle {\begin{aligned}{\hat {\mathbf {x} }}(1)&=\mathbf {x} (1)\\{\hat {\mathbf {u} }}(i)&=\mathbf {u} (i)+\mathbf {k} (i)+\mathbf {K} (i)({\hat {\mathbf {x} }}(i)-\mathbf {x} (i))\\{\hat {\mathbf {x} }}(i+1)&=\mathbf {f} ({\hat {\mathbf {x} }}(i),{\hat {\mathbf {u} }}(i))\end{aligned}}}
پاس‌های روبه عقب و جلو آنقدر تکرار می‌شوند تا در نهایت همگرا شوند.

## قاعده سازی و جستجوی خطی
برنامه‌نویسی پویای دیفرانسیلی الگویتم مرتبه دویی شبیه به روش نیوتون است. بنابراین این روش از گام‌های بزرگی در راستای مینیم کردن بهره می برد و اغلب نیاز به قاعده سازیregularization و/یا جستجوی خطی line-search برای رسیدن همگرایی دارد.

. قاعده سازی در زمینه DDP،  یعنی اطمینان پیدا کردن از اینکه ماتریس   {\displaystyle Q_{\mathbf {u} \mathbf {u} }}در معادله  Eq. 4 همیشه مثبت positive definite است. جستجوی خطی در DDP یعنی تغییر مقیاس دادن کنترل حلقه باز {\displaystyle \mathbf {k} }از طریق ضریب آلفا که به نحوی که  {\displaystyle 0<\alpha <1} برقرار باشد.